# Vävram
Vävram är en ram på vilken varpen träs mellan sidorna eller spänns. Den används företrädesvis för bildvävnad och flamskvävnad. Ramens storlek utgör gränsen för den storlek man kan väva, på samma sätt som en vävstols bredd avgör vilken bredd man kan väva (om man bortser från vävtekniken med öppen sida i en rundväv).
De forntida vävstolarna utgjordes av ett slags vävramar, men utvecklades successivt att möjliggöra längre varpar än ramens mått medgav.